# Jenny Mastoraki
Jenny Mastoraki (en griego: Τζένη Μαστοράκη) (Atenas, 21 de febrero de1949 -30 de julio de 2024) fue una poetisa y traductora griega. Estudió filología en la Universidad de Atenas. 

## Biografía
Pertenece a la «Genia tou 70» (generación de los años 1970), que es el término utilizado para describir a los autores griegos que comenzaron a publicar su trabajo durante esta década, especialmente al final del Régimen de los Coroneles  y los primeros años de la Metapolitefsi.

## Poesía
- Διόδια 1972[2]
- Το σόι, 1978
- Ιστορίες για τα βαθιά (historias de lo profundo), 1983
- Μ' ένα στεφάνι φως (Con una guirnalda de luz), 1989

## Selected translations
- Sallinger, J.D., Ο φύλακας στη σίκαλη (The Catcher in the Rye), 1978[3]
- McCullers, Carson, Πρόσκληση σε γάμο (The Member of the Wedding),  1981
- Canetti, Elias, Η τύφλωση (Die Blendung), 1985
- Böll, Heinrich, Οι απόψεις ενός κλόουν  (Ansichten eines Clowns), 1986
- Highet, Gilbert, Η κλασική παράδοση (The Classical Tradition), 1988
- Poe, Edgar Allan, Λιγεία (Ligeia), 1991